# La Muela
La Muela – gmina w Hiszpanii, w prowincji Saragossa, w Aragonii, o powierzchni 143,49 km². W 2011 roku gmina liczyła 5062 mieszkańców.